# Capacità di intendere e di volere
«Nessuno può essere punito per un fatto preveduto dalla legge come reato, se, al momento in cui lo ha commesso, non era imputabile. È imputabile chi ha la capacità di intendere e di volere».
In diritto, la definizione di capacità di intendere e di volere comprende due elementi:
- la capacità di intendere è l'attitudine dell'individuo a comprendere il significato delle proprie azioni nel contesto in cui agisce, quindi rendersi conto del valore sociale dell'atto che si compie. I periti e gli psichiatri forensi tendono quasi sempre a riconoscere la capacità di intendere tranne che nei casi di delirio, allucinazioni e, in genere, fenomeni di assoluto scompenso rispetto alla realtà standard.
- la capacità di volere si intende come potere di controllo dei propri stimoli e impulsi ad agire. Dal punto di vista della prova dell'imputabilità è un fattore molto difficile da dimostrare nel processo per il quale è spesso richiesta una perizia sullo stato mentale del soggetto.

Va precisato che il concetto di capacità di intendere e di volere va inteso come necessariamente comprensivo di entrambe le capacità. Il soggetto incapace di intendere e di volere non è imputabile, ossia non risponde delle conseguenze di fatti dannosi da lui commessi (se quando li ha commessi era effettivamente incapace di intendere e di volere) - Art. 2046 c.c. I casi in cui un soggetto viene considerato incapace di intendere e di volere sono descritti dall'Art. 85 del codice penale.
La capacità di intendere e di volere viene presunta dopo il compimento del quattordicesimo anno di età, salvo decisione diversa del giudice, che deve valutare caso per caso. Per chi ha meno di quattordici anni, invece, vi è una presunzione assoluta di incapacità di intendere e di volere. Chi ha età compresa tra quattordici e diciotto anni, ed è giudicato imputabile, beneficia di sconti di pena.